# Gouverneurswahlen in den Vereinigten Staaten 2020
Die Gouverneurswahlen in den Vereinigten Staaten 2020 fanden in elf Staaten und zwei Territorien am 3. November 2020 statt. Zu wählen waren jeweils die Gouverneure für eine vierjährige Amtszeit, bis auf den Staaten Vermont und New Hampshire, wo sie zwei Jahre beträgt. 

## Ausgangslage und Wahl
Die Amtsinhaber waren drei Demokratische Politiker in Delaware, Montana und Washington, sowie acht Republikaner. In Montana hatte der bisherige Gouverneur Steve Bullock die maximale Anzahl von zwei Amtszeiten erreicht hatte. In Utah trat der Amtsinhaber Gary Herbert nicht wieder an. Der Gouverneure von Missouri Mike Parson war als Vizegouverneur nach dem Rücktritt seines Vorgängers ins Amt gekommen und stellte sich erstmals zur Wahl. In alle anderen Staaten wurde der Amtsinhaber wiedergewählt. in Utah wurde wieder ein Republikaner gewählt, nur in Montana gelang der der republikanischen Partei ein Zugewinn.
Die Gewählten werden im Januar 2021 in ihr Amt eingeführt. Die neue Amtszeit endet in New Hampshire 2022, sonst 2024.
| Staat          | Amtsinhaber   | Bemerkungen                                                                 | Kandidaten                                                                                               |
| -------------- | ------------- | --------------------------------------------------------------------------- | --- |
| Delaware       | John Carney   | Amtsinhaber wiedergewählt.                                                  | John Carney (D) 59,5 % Julianne Murray (R) 38,6 % Kathy DeMatteis (I) 1,2 % John Machurek (L) 0,7 %      |
| Indiana        | Eric Holcomb  | Amtsinhaber wiedergewählt.                                                  | Eric Holcomb (R) 56,5 % Woody Myers (D) 32,1 % Donald Rainwater (L) 11,4 %                               |
| Missouri       | Mike Parson   | Amtsinhaber wiedergewählt.                                                  | Mike Parson (R) 57,1 % Nicole Galloway (D) 40,7 % Rik Combs (L) 1,6 %                                    |
| Montana        | Steve Bullock | Der Amtsinhaber darf nicht wieder kandidieren. Zugewinn der Republikaner    | Greg Gianforte (R) 54,4 % Mike Cooney (D) 41,6 % Lyman Bishop (L) 4,0 %                                  |
| New Hampshire  | Chris Sununu  | Amtsinhaber wiedergewählt.                                                  | Chris Sununu (R) 65,1 % Dan Feltes (D) 33,4 % Darryl Perry (L) 1,5 %                                     |
| North Carolina | Roy Cooper    | Amtsinhaber wiedergewählt.                                                  | Roy Cooper (D) 51,5 % Dan Forest (R) 47,0 % Steven DiFiore (L) 1,1 % Al Pisano (C) 0,5 %                 |
| North Dakota   | Doug Burgum   | Amtsinhaber wiedergewählt.                                                  | Doug Burgum (R) 65,8 % Shelley Lenz (D) 25,4 % DuWayne Hendrickson (L) 3,9 %                             |
| Utah           | Gary Herbert  | Amtsinhaber trat nicht wieder an. Neuer Gouverneur, republikanisch gehalten | Spencer Cox (R) 64,3 % Christopher Peterson (D) 31,0 % Daniel Cottam (L) 3,1 % Gregory Duerden (I) 1,6 % |
| Vermont        | Phil Scott    | Amtsinhaber wiedergewählt.                                                  | Phil Scott (R) 68,5 % David Zuckerman (D) 27,4 %                                                         |
| Washington     | Jay Inslee    | Amtsinhaber wiedergewählt.                                                  | Jay Inslee (D) 56,6 % Loren Culp (R) 43,1 %                                                              |
| West Virginia  | Jim Justice   | Amtsinhaber wiedergewählt.                                                  | Jim Justice (R) 64,0 % Ben Salango (D) 30,5 % Erika Kolenich (L) 2,9 % Daniel Lutz (G) 1,5 %             |

### Territorien
Es standen die Gouverneure von Puerto Rico und Amerikanisch-Samoa zur Wahl. Die Wahl in Amerikanisch-Samoa ist nicht partei-gebunden, hier konnte der Amtsinhaber nicht wieder antreten, da er die maximale Amtszeit erreicht hatte.  In Puerto Rico wurde die Amtsinhaberin Wanda Vázquez Garced bei der Vorwahl durch Pedro Pierluisi Urrutia geschlagen, der auch die allgemeine Wahl gewann.
| Staat              | Amtsinhaber                 | Bemerkungen                                                                            | Kandidaten |
| ------------------ | --------------------------- | -------------------------------------------------------------------------------------- | --- |
| Amerikanisch-Samoa | Lolo Letalu Matalasi Moliga | Der Amtsinhaber darf nicht wieder kandidieren. Neuer Gouverneur, Demokratisch gehalten | - Lemanu Peleti Mauga 60,3 % - Gaoteote Palaie Tofau 21,9 % - I’aulualo Fa’afetai Talia 12,3 % - Nua Sao 5,5 % |
| Puerto Rico        | Wanda Vázquez Garced (PNP)  | Amtsinhaberin verlor die Vorwahl Neuer Gouverneur, PNP gehalten                        | - Pedro Pierluisi Urrutia (PNP) 32,93 % - Carlos Delgado Altieri (PPD) 31,56 % - Alexandra Lúgaro Aponte (MVC) 14,21 % - Juan Dalmau Ramírez (PIP) 13,72 % - César Vázquez Muñiz (PD) 6,90 % - Eliezer Molina (Independent) 0,69 % |